# Karina Sosa
Karina Ivette Sosa de Rodas (sinh ngày 5 tháng 4 năm 1976) là một chính trị gia người Salvador và là thành viên của Mặt trận Giải phóng Quốc gia Farabundo Martí (FMLN). Bà là thành viên của Hội đồng lập pháp quốc gia El Salvador bắt đầu từ năm 2012, được bầu lại vào vị trí này hai lần sau (năm 2015 và 2018).
Vào tháng 5 năm 2018, Sosa đã chạy không tranh cử cho đề cử phó tổng thống của FMLN trong cuộc bầu cử tổng thống 2019 sắp tới. Bà đã giành được đề cử của đảng mình với 21.197 phiếu bầu, qua đó trở thành người bạn đồng hành của ứng cử viên tổng thống FMLN, Hugo Martínez.